# La Roche-sur-Grane
La Roche-sur-Grane is een gemeente in het Franse departement Drôme (regio Auvergne-Rhône-Alpes) en telt 121 inwoners (1999). De plaats maakt deel uit van het arrondissement Die.

## Geografie
De oppervlakte van La Roche-sur-Grane bedraagt 12,5 km², de bevolkingsdichtheid is 9,7 inwoners per km².

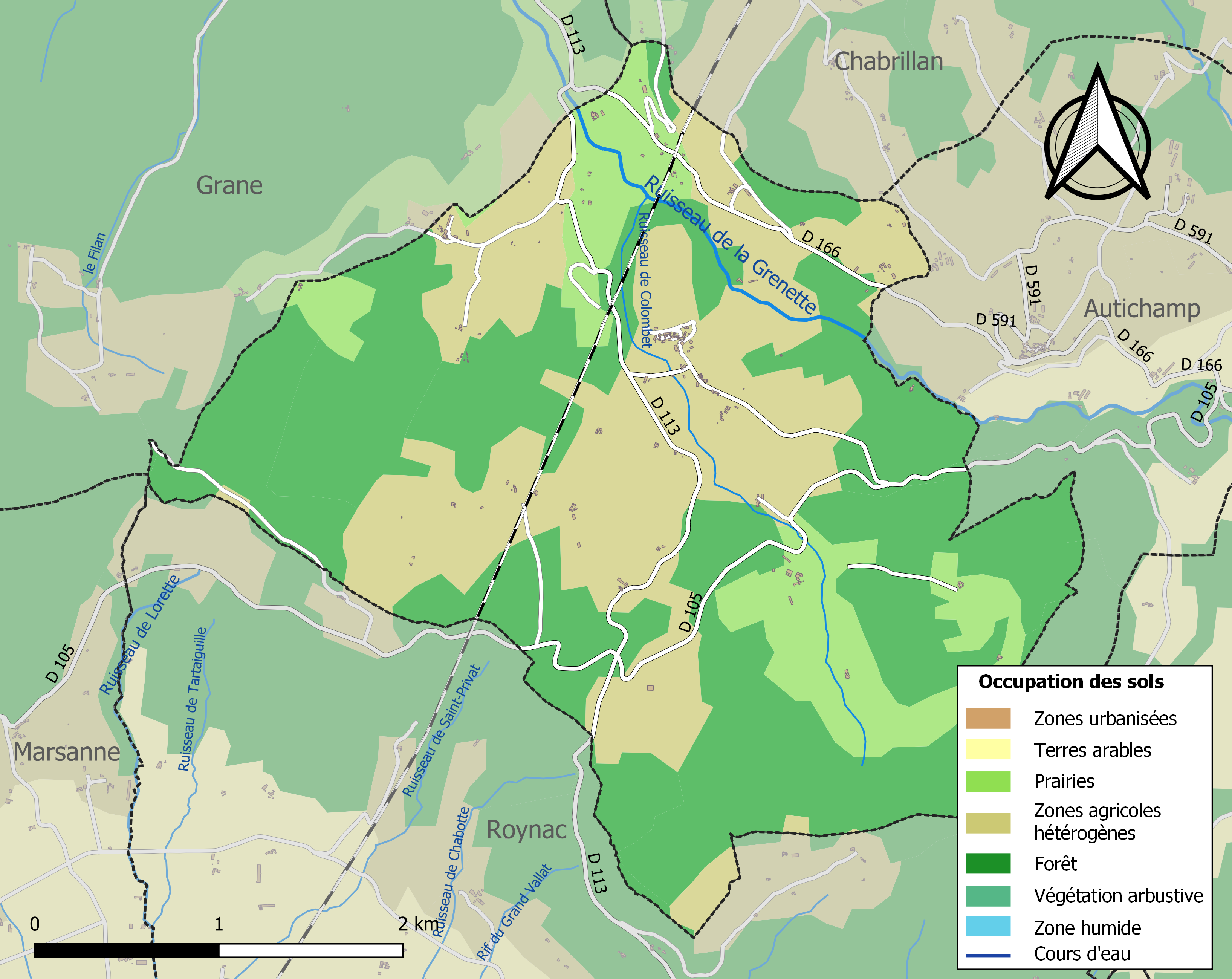
Kaart van de gemeente met belangrijkste infrastructuur, bodemgebruik en omliggende gemeenten

## Demografie
Onderstaande figuur toont het verloop van het inwonertal (bron: INSEE-tellingen).